# Дезерт-Гот-Спрінгс
Дезерт-Гот-Спрінгс (англ. Desert Hot Springs) — місто (англ. city) в США штату Каліфорнія. Розташоване у північній частині округу Ріверсайд в пустельній долині Коачелья за 90 км на схід від столиці округу Ріверсайд. Кількість населення — 25 938 осіб (2010). Відоме як курортне місце, завдяки геотермальним джерелам.
Через місто проходить трансформний розлом Сан-Андреас.

## Історія
Першим поселенцем міста був Кабот Єрха (1913), першовідкривач місцевих гарячих джерел. Статус міста з 1941 року. В 1950-х роках тут почали з'являтися перші готелі та спа-салони. Швидкий розвиток Дезерт-Гот-Спрінгса розпочався в 1980-х — 1990-х рр.

## Географія
Дезерт-Гот-Спрінгс розташований за координатами 33°58′1″ пн. ш. 116°32′58″ зх. д. / 33.96694° пн. ш. 116.54944° зх. д. (33.966925, -116.549412).  За даними Бюро перепису населення США в 2010 році місто мало площу 61,23 км², з яких 61,16 км² — суходіл та 0,07 км² — водойми. В 2017 році площа становила 79,28 км², з яких 78,28 км² — суходіл та 1,01 км² — водойми.

### Клімат
| Клімат : Дезерт-Гот-Спрінгс | Клімат : Дезерт-Гот-Спрінгс | Клімат : Дезерт-Гот-Спрінгс | Клімат : Дезерт-Гот-Спрінгс | Клімат : Дезерт-Гот-Спрінгс | Клімат : Дезерт-Гот-Спрінгс | Клімат : Дезерт-Гот-Спрінгс | Клімат : Дезерт-Гот-Спрінгс | Клімат : Дезерт-Гот-Спрінгс | Клімат : Дезерт-Гот-Спрінгс | Клімат : Дезерт-Гот-Спрінгс | Клімат : Дезерт-Гот-Спрінгс | Клімат : Дезерт-Гот-Спрінгс | Клімат : Дезерт-Гот-Спрінгс |
| Показник                    | Січ.                        | Лют.                        | Бер.                        | Квіт.                       | Трав.                       | Черв.                       | Лип.                        | Серп.                       | Вер.                        | Жовт.                       | Лист.                       | Груд.                       | Рік                         |
| Абсолютний максимум, °C     | 35,0                        | 37,2                        | 40,0                        | 44,4                        | 46,7                        | 49,4                        | 50,6                        | 50,6                        | 49,4                        | 46,7                        | 38,9                        | 33,9                        | 50,6                        |
| Середній максимум, °C       | 18,3                        | 23,3                        | 26,9                        | 30,8                        | 35,3                        | 39,8                        | 42,3                        | 41,8                        | 38,7                        | 32,8                        | 25,8                        | 18,9                        | 31,3                        |
| Середній мінімум, °C        | 7,2                         | 8,9                         | 11,2                        | 14,1                        | 18,0                        | 21,7                        | 25,3                        | 25,3                        | 22,1                        | 16,9                        | 10,0                        | 6,8                         | 15,7                        |
| Абсолютний мінімум, °C      | −7,2                        | −4,4                        | −1,7                        | 1,1                         | 2,2                         | 6,7                         | 12,2                        | 11,1                        | 7,8                         | −1,1                        | −5                          | −5                          | −7,2                        |
| Норма опадів, мм            | 29                          | 28                          | 13                          | 2                           | 1                           | 1                           | 3                           | 7                           | 6                           | 6                           | 8                           | 22                          | 126                         |
| Днів з опадами              | 3,1                         | 3,2                         | 1,6                         | 0,6                         | 0,2                         | 0                           | 0,6                         | 0,9                         | 0,8                         | 0,7                         | 0,8                         | 1,9                         | 14,4                        |
| --------------------------- | --------------------------- | --------------------------- | --------------------------- | --------------------------- | --------------------------- | --------------------------- | --------------------------- | --------------------------- | --------------------------- | --------------------------- | --------------------------- | --------------------------- | --------------------------- |
| Джерело: NOAA               |                             |                             |                             |                             |                             |                             |                             |                             |                             |                             |                             |                             |                             |

## Демографія
Згідно з переписом 2010 року, у місті мешкало 25 938 осіб у 8650 домогосподарствах у складі 5782 родин. Густота населення становила 424 особи/км².  Було 10902 помешкання (178/км²).
Расовий склад населення:
| - 58,0 % — білих - 8,2 % — чорних або афроамериканців - 2,6 % — азіатів - 1,4 % — корінних американців - 0,3 % — вихідців з тихоокеанських островів - 24,5 % — осіб інших рас |

До двох чи більше рас належало 5,0 %. Частка іспаномовних становила 52,6 % від усіх жителів.
За віковим діапазоном населення розподілялося таким чином: 31,1 % — особи молодші 18 років, 59,3 % — особи у віці 18—64 років, 9,6 % — особи у віці 65 років та старші. Медіана віку мешканця становила 31,0 року. На 100 осіб жіночої статі у місті припадало 100,3 чоловіків;  на 100 жінок у віці від 18 років та старших — 98,4 чоловіків також старших 18 років.
Середній дохід на одне домашнє господарство  становив 40 570 доларів США (медіана — 33 027), а середній дохід на одну сім'ю — 41 828 доларів (медіана — 34 276). Медіана доходів становила 32 251 долар для чоловіків та 27 220 доларів для жінок. За межею бідності перебувало 34,9 % осіб, у тому числі 46,1 % дітей у віці до 18 років та 15,6 % осіб у віці 65 років та старших.
Цивільне працевлаштоване населення становило 9512 особи. Основні галузі зайнятості: мистецтво, розваги та відпочинок — 20,9 %, освіта, охорона здоров'я та соціальна допомога — 16,9 %, роздрібна торгівля — 16,2 %.

## Відомі люди
- Джанет Гейнор — американська акторка
- Марія Боґда — польська акторка
- Адам Бродзіш — польський актор